# Anthene dusuntua
Anthene dusuntua är en fjärilsart som beskrevs av Corbet 1940. Anthene dusuntua ingår i släktet Anthene och familjen juvelvingar. Inga underarter finns listade i Catalogue of Life.